# Qiupalong henanensis
Il qiupalong (Qiupalong henanensis) è un dinosauro onnivoro appartenente agli ornitomimidi, o dinosauri struzzo. Visse nel Cretaceo superiore (circa 75 milioni di anni fa) e i suoi resti fossili sono stati ritrovati in Cina.

## Classificazione
Questo dinosauro è stato descritto per la prima volta nel 2011, sulla base di alcuni resti fossili incompleti ritrovati nella formazione Qiupa, nella regione di Henan. I fossili appartengono a due esemplari diversi, di diverse dimensioni, comprendono una tibia, un astragalo incompleto, altre ossa delle zampe posteriori e parti del bacino. Secondo i descrittori (Xu et al., 2011) Qiupalong dovrebbe essere strettamente imparentato con i dinosauri struzzo americani, e sarebbe vicino all'antenato comune di Dromiceiomimus e Struthiomimus. I resti fossili sono piuttosto scarsi e quindi potrebbero fornire diverse interpretazioni. In ogni caso, sembra che Qiupalong fosse un tipico ornitomimide: le zampe posteriori erano molto allungate, e dovevano essere simili a quelle degli odierni struzzi. Una caratteristica di Quipalong era data da una piccola fossa nella zona di contatto tra astragalo e calcagno. Il nome significa "drago di Qiupa", dalla formazione dove sono stati ritrovati i fossili.